# Ducula mindorensis
Ducula mindorensis là một loài chim trong họ Columbidae.